# 격동초등학교
격동초등학교는 대한민국 울산광역시 남구에 있는 초등학교다.

## 학교 연혁
- 2001.09.01 개교 22학급 편성(826명)
- 2001.09.01 제1대 정용원 교장 취임
- 2003.10.22 119전국소방동요대회 전국 최우수상 수상
- 2003.12.16 중국 훈춘시 제일실험소학교와 자매결연
- 2004.03.01 부산교육대학교 협력초등학교 지정
- 2006.09.01 제2대 최점용 교장 취임
- 2009.03.01 제3대 천종인 교장 취임
- 2010.03.01 울산광역시 창의경영학교 운영
- 2011.03.01 26학급 편성(학생수 774명)
- 2011.09.01 제4대 김기환 교장 취임
- 2012.03.01 26학급 편성(학생수 708명)
- 2012.11.30 울산광역시교육청 급식 운영 평가 우수학교 선정
- 2012.12.12 울산광역시교육청 학교 평가(교육경영부문) 우수학교 선정
- 2012.12.27 울산광역시교육청 초등 학력증진 우수학교 선정
- 2013.02.22 제11회 졸업(졸업생 158명 총수 2,309명)
- 2013.03.01 26학급 편성(학생수 705명)
- 2013.04.08 1학교 1인성브랜드 우수학교 선정
- 2013.12.04 초등 학력증진(기초학력) 우수학교
- 2013.12.19 울산광역시교육청 학교평가(교육과정 교수학습 영역) 우수학교 선정
- 2013.12.19 울산광역시교육청 학교평가(교육성과 영역) 우수학교 선정
- 2014.02.21 제12회 졸업(졸업생 145명 총수 2,454명)
- 2014.03.01 26학급 편성(학생수 655명)
- 2014.11.07 울산광역시교육청 학교평가(교육과정 및 교수학습 영역) 우수학교 선정
- 2014.12.07 울산광역시교육청 교원행정업무경감 우수학교 교육감 표창
- 2014.12.30 울산광역시교육청 제4회 학교독서교육대상 교육감 표창
- 2015.02.05 울산광역시교육청 격동학부모회 학부모자원봉사 교육감 표창
- 2015.02.05 울산광역시강남교육지원청 학교 학부모교육 교육장 표창
- 2015.02.17 제13회 졸업(졸업생 106명, 누계 2,560명)
- 2015.03.01 제5대 김진선 교장 취임
- 2015.03.01 26학급 편성(학생수 669명)
- 2015.03.01 에너지절약 시범학교 운영